# Johann Rudolph von Ahlefeldt (1712–1770)
Johann Rudolph von Ahlefeldt (* 2. Juli 1712; † 17. September 1770) war Herr der Adligen Güter Damp und Saxdorf und ein Wohltäter.

## Leben
Er war der Sohn des Adligen Gutsherren Jürgen von Ahlefeldt (1682–1728) und dessen Frau Margrethe Hedewig von Ahlefeld (1690–1744). Seine erste Frau war Elisabeth von Liliencron (1715–1734), die er 1732 heiratete. Nach ihrem Tod heiratete Johann Rudolph von Ahlefeldt im Jahre 1741 Margrethe Ollegard von Brockdorff. Aus dieser Ehe gingen vier Kinder hervor, von denen eines, der Sohn Detlev, der Königlich Dänische Kammerherr und Landrat wurde. Johann Rudolph von Ahlefeldt galt als Mensch der Freundlichkeit, Güte und Menschenliebe und trug viel zur Verbesserung der sozialen Verhältnisse auf seinen Gütern bei. Er schaffte die Leibherrschaft auf seinen Gütern ab und vertrat den Grundsatz, dass seine Arbeiter und Bauern in guten Verhältnissen leben sollten. Auch außerhalb seiner Güter tat er sich als Wohltäter hervor und half Armen und Notleidenden durch Sach- und Nahrungsmittelspenden. Kurz vor seinem Tode stiftete er zwei Geldfideikommisse von je 60.000 Reichstaler für den weiteren Erhalt der beiden Güter Saxdorf und Damp.